# Seleschtschyna
Seleschtschyna (ukrainisch Селещина; russisch Селещина Seleschtschina) ist ein Dorf im Osten der ukrainischen Oblast Poltawa mit etwa 3500 Einwohnern (2018).

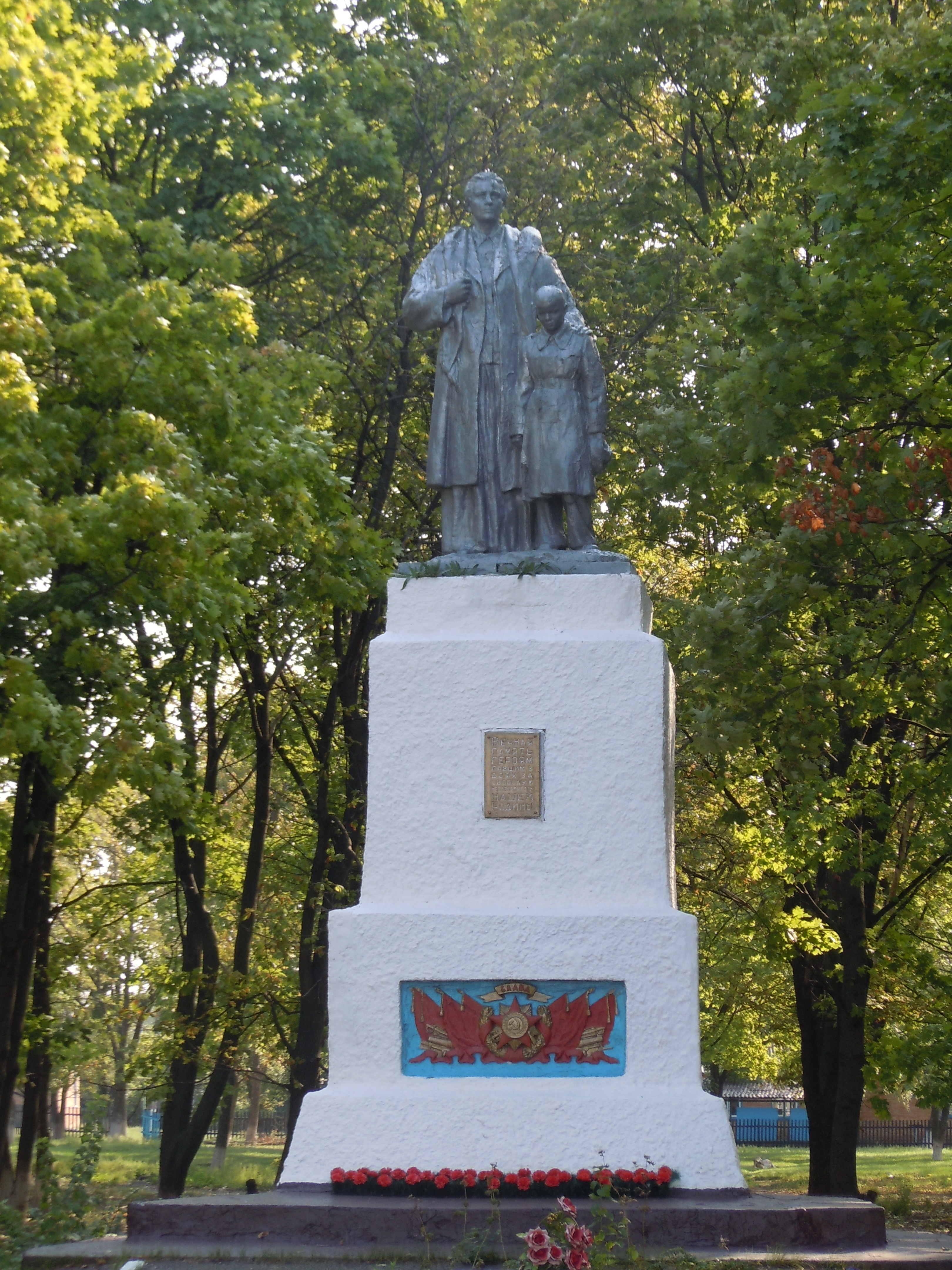
Denkmal im Ort

Das 1656 gegründete Dorf liegt 32 km südöstlich vom Oblastzentrum Poltawa am Ufer des Tahamlyk (Тагамлик), einem 64 km langen Nebenfluss der Worskla, und grenzt im Südosten an das Gemeindegebiet vom ehemaligen Rajonzentrum Maschiwka. Durch das Dorf verläuft die Territorialstraße T–17–12. Das Dorf besitzt einen 1895 eröffneten Bahnhof an der Bahnstrecke Poltawa–Rostow.
Am 6. September 2017 wurde das Dorf ein Teil der neugegründeten Siedlungsgemeinde Maschiwka, bis dahin bildete es zusammen mit den Dörfern Latyschiwka (Латишівка), Suchonossiwka (Сухоносівка) und Tymtschenkiwka (Тимченківка) die gleichnamige Landratsgemeinde Seleschtschyna (Селещинська сільська рада/Seleschtschynska silska rada) im Norden des Rajons Maschiwka.
Am 17. Juli 2020 kam es im Zuge einer großen Rajonsreform zum Anschluss des Rajonsgebietes an den Rajon Poltawa.